# Élections législatives de 1968 en Charente-Maritime
Les élections législatives françaises de 1968 se déroulent les 23 et 30 juin 1968. Dans le département de la Charente-Maritime, cinq députés sont à élire dans le cadre de cinq circonscriptions.

## Élus
| Circonscription | Député sortant    | Parti | Parti          | Député élu ou réélu | Parti | Parti |
| --------------- | ----------------- | ----- | -------------- | ------------------- | ----- | ----- |
| 1re             | André Salardaine  |       | UDR            | Philippe Dechartre  |       | UDR   |
| 2e              | Albert Bignon     |       | UDR            | Albert Bignon       |       | UDR   |
| 3e              | André Brugerolle  |       | CD             | André Brugerolle    |       | CD    |
| 4e              | Daniel Daviaud    |       | FGDS (Radical) | Louis Joanne        |       | RI    |
| 5e              | Jean de Lipkowski |       | UDR            | Jean de Lipkowski   |       | UDR   |

## Résultats

### Résultats à l'échelle du département
| Parti          | Parti                                           | Premier tour | Premier tour | Second tour | Second tour | Sièges |
| Parti          | Parti                                           | Voix         | %            | Voix        | %           | Sièges |
| -------------- | ----------------------------------------------- | ------------ | ------------ | ----------- | ----------- | ------ |
|                | Union pour la défense de la République          | 80 491       | 36,97        | 27 608      | 20,50       | 3      |
|                | Républicains indépendants                       | 24 269       | 11,15        | 28 154      | 20,91       | 1      |
|                | Modérés                                         | 1 910        | 0,88         |             |             | 0      |
|                | Union des républicains de progrès               | 106 670      | 48,99        | 55 762      | 41,41       | 4      |
|                |                                                 |              |              |             |             |        |
|                | Parti radical                                   | 40 609       | 18,65        | 48 732      | 36,19       | 0      |
|                | Convention des institutions républicaines       | 6 290        | 2,89         | Retrait     | Retrait     | 0      |
|                | Fédération de la gauche démocrate et socialiste | 46 899       | 21,54        | 48 732      | 36,19       | 0      |
|                |                                                 |              |              |             |             |        |
|                | Parti communiste français                       | 34 310       | 15,76        | 8 431       | 6,26        | 0      |
|                | Progrès et démocratie moderne                   | 14 973       | 6,88         | 21 745      | 16,15       | 1      |
|                | Parti socialiste unifié                         | 14 897       | 6,84         |             |             | 0      |
|                |                                                 |              |              |             |             |        |
| Inscrits       | Inscrits                                        | 292 228      | 100,00       | 181 959     | 100,00      | 5      |
| Abstentions    | Abstentions                                     | 69 987       | 23,95        | 44 231      | 24,31       |        |
| Votants        | Votants                                         | 222 241      | 76,05        | 137 728     | 75,69       |        |
| Blancs et nuls | Blancs et nuls                                  | 4 492        | 2,02         | 3 058       | 2,22        |        |
| Exprimés       | Exprimés                                        | 217 749      | 97,98        | 134 670     | 97,78       |        |

### Résultats par circonscription

#### Première circonscription (La Rochelle)
| Candidat       | Candidat               | Parti          | Premier tour | Premier tour | Second tour | Second tour |  |
| Candidat       | Candidat               | Parti          | Voix         | %            | Voix        | %           |  |
| -------------- | ---------------------- | -------------- | ------------ | ------------ | ----------- | ----------- |  |
|                | Philippe Dechartre élu | UDR (URP)      | 25 526       | 49,15        | 27 608      | 51,82       |  |
|                | Michel Crépeau         | FGDS (Radical) | 17 564       | 33,82        | 25 666      | 48,18       |  |
|                | Léon Belly             | PCF            | 8 841        | 17,02        | Retrait     | Retrait     |  |
|                |                        |                |              |              |             |             |  |
| Inscrits       | Inscrits               | Inscrits       | 67 632       | 100,00       | 67 623      | 100,00      |  |
| Abstentions    | Abstentions            | Abstentions    | 14 688       | 21,72        | 13 767      | 20,36       |  |
| Votants        | Votants                | Votants        | 52 944       | 78,28        | 53 856      | 79,64       |  |
| Blancs et nuls | Blancs et nuls         | Blancs et nuls | 1 013        | 1,91         | 582         | 1,08        |  |
| Exprimés       | Exprimés               | Exprimés       | 51 931       | 98,09        | 53 274      | 98,92       |  |

#### Deuxième circonscription (Rochefort)
|                | Albert Bignon sortant réélu | UDR (URP)                          | 16 536 | 51,30  |  |  |  |
|                | Josy Moinet                 | FGDS (Radical)                     | 7 620  | 23,64  |  |  |  |
|                | Armand Sallé                | PCF                                | 6 170  | 19,14  |  |  |  |
|                | Gilles Santex               | Divers droite (Républicain modéré) | 1 910  | 5,93   |  |  |  |
|                |                             |                                    |        |        |  |  |  |
| Inscrits       | Inscrits                    | Inscrits                           | 43 515 | 100,00 |  |  |  |
| Abstentions    | Abstentions                 | Abstentions                        | 10 684 | 24,55  |  |  |  |
| Votants        | Votants                     | Votants                            | 32 831 | 75,45  |  |  |  |
| Blancs et nuls | Blancs et nuls              | Blancs et nuls                     | 595    | 1,81   |  |  |  |
| Exprimés       | Exprimés                    | Exprimés                           | 32 236 | 98,19  |  |  |  |

#### Troisième circonscription (Saint-Jean-d'Angély)
| Candidat       | Candidat                       | Parti          | Premier tour | Premier tour | Second tour | Second tour |  |
| Candidat       | Candidat                       | Parti          | Voix         | %            | Voix        | %           |  |
| -------------- | ------------------------------ | -------------- | ------------ | ------------ | ----------- | ----------- |  |
|                | André Brugerolle sortant réélu | CD (PDM)       | 14 973       | 44,07        | 21 745      | 72,06       |  |
|                | Charles Raffaneau              | UDR (URP)      | 8 059        | 23,72        | Retrait     | Retrait     |  |
|                | Pierre Doublet                 | FGDS (CIR)     | 6 290        | 18,51        | Retrait     | Retrait     |  |
|                | Serge Vuagnoux                 | PCF            | 4 652        | 13,69        | 8 431       | 27,94       |  |
|                |                                |                |              |              |             |             |  |
| Inscrits       | Inscrits                       | Inscrits       | 45 772       | 100,00       | 45 772      | 100,00      |  |
| Abstentions    | Abstentions                    | Abstentions    | 11 181       | 24,43        | 13 941      | 30,46       |  |
| Votants        | Votants                        | Votants        | 34 591       | 75,57        | 31 831      | 69,54       |  |
| Blancs et nuls | Blancs et nuls                 | Blancs et nuls | 617          | 1,78         | 1 655       | 5,2         |  |
| Exprimés       | Exprimés                       | Exprimés       | 33 974       | 98,22        | 30 176      | 94,8        |  |

#### Quatrième circonscription (Saintes)
| Candidat       | Candidat               | Parti          | Premier tour | Premier tour | Second tour | Second tour |  |
| Candidat       | Candidat               | Parti          | Voix         | %            | Voix        | %           |  |
| -------------- | ---------------------- | -------------- | ------------ | ------------ | ----------- | ----------- |  |
|                | Louis Joanne élu       | RI (URP)       | 24 269       | 48,63        | 28 154      | 54,97       |  |
|                | Daniel Daviaud sortant | FGDS (Radical) | 15 425       | 30,91        | 23 066      | 45,03       |  |
|                | André Catrou           | PCF            | 7 279        | 14,59        | Retrait     | Retrait     |  |
|                | Jacques Desmoulins     | PSU            | 2 933        | 5,88         |             |             |  |
|                |                        |                |              |              |             |             |  |
| Inscrits       | Inscrits               | Inscrits       | 68 559       | 100,00       | 68 564      | 100,00      |  |
| Abstentions    | Abstentions            | Abstentions    | 17 372       | 25,34        | 16 523      | 24,1        |  |
| Votants        | Votants                | Votants        | 51 187       | 74,66        | 52 041      | 75,9        |  |
| Blancs et nuls | Blancs et nuls         | Blancs et nuls | 1 281        | 2,5          | 821         | 1,58        |  |
| Exprimés       | Exprimés               | Exprimés       | 49 906       | 97,5         | 51 220      | 98,42       |  |

#### Cinquième circonscription (Royan)
|                | Jean de Lipkowski sortant réélu | UDR (URP)      | 30 370 | 61,10  |  |  |  |
|                | Michel Boucher                  | PSU (FGDS)     | 11 964 | 24,07  |  |  |  |
|                | Jean Papeau                     | PCF            | 7 368  | 14,82  |  |  |  |
|                |                                 |                |        |        |  |  |  |
| Inscrits       | Inscrits                        | Inscrits       | 66 750 | 100,00 |  |  |  |
| Abstentions    | Abstentions                     | Abstentions    | 15 562 | 23,31  |  |  |  |
| Votants        | Votants                         | Votants        | 51 188 | 76,69  |  |  |  |
| Blancs et nuls | Blancs et nuls                  | Blancs et nuls | 1 486  | 2,9    |  |  |  |
| Exprimés       | Exprimés                        | Exprimés       | 49 702 | 97,1   |  |  |  |